# Фунес, Хуан Хильберто
Хуан Хильберто Фунес Балдовино (исп. Juan Gilberto Funes; 8 марта 1963 или 16 мая 1966, Сан-Луис — 11 января 1992, Буэнос-Айрес), также известный как Эль Буффало — аргентинский футболист, выступавший на позиции нападающего. Сыграл несколько матчей за сборную Аргентины. За свою непродолжительную карьеру успел поиграть в шести аргентинских клубах. В 1984 году перешёл в колумбийский «Мильонариос». В конце 1980-х годов совершил свой единственный в карьере трансфер в Европу, подписав контракт с греческим «Олимпиакосом».

## Биография
Родился в Сан-Луисе, Аргентина. Начал карьеру в местном клубе «Уракан де Сан-Луис». В 1982 году стал игроком «Атлетико Сармьенто». Вскоре последовали трансферы в команды «Хорхе Ньюбери» и «Химнасия и Эсгрима». В 1984 году Фунес впервые в карьере подписал контракт с иностранным клубом — им стал колумбийский «Мильонариос». В том же году его новая команда заняла второе место в колумбийской Примере А. В следующем году футболист сумел забить рекордные для клуба 33 гола за один сезон. 
В 1986 году Фунес покинул «Мильонариос» и перешёл в «Ривер Плейт», один из самых титулованных клубов Аргентины. При Фунесе «Ривер Плейт» выиграл кубок Либертадорес. На турнире он забил гол в матче в городе Кали, который «Ривер Плейт» выиграл со счетом 2:1, а также отличился в домашнем матче в Буэнос-Айресе, в котором команда одержала победу со счётом 1:0 над «Америкой де Кали».
10 июня 1987 года дебютировал в сборной Аргентины. Впоследствии был вызван на Кубок Америки 1987. На турнире он впервые вышел на поле 9 июля, заменив Хосе Перкудани на 45-й минуте матча против Уругвая.
В 1988 году Фунес переехал в Грецию, где стал выступать за «Олимпиакос». За всё время пребывания в греческой команде Фунес отличился 10 мячами в 29 матчах. В полуфинальном матче кубка Греции сезона 1987/1988 против ОФИ оформил дубль и помог выйти «Олимпиакосу» в финал. В финале победу одержал «Панатинаикос».
В 1989 году вернулся на родину во второй раз для подписания контракта с клубом «Бока Хуниорс», однако не смог дебютировать за новую команду из-за сердечной недостаточности, обнаруженной врачами. После неудачных переговоров с «Бока Хуниорс» он перешёл в «Велес Сарсфилд», за который успел сыграть более 20 матчей, прежде чем завершить карьеру из-за проблем со здоровьем.

## Смерть
11 января 1992 года Хуан Хильберто Фунес скончался от сердечного приступа в возрасте 28 лет. В 2003 году провинциальный стадион в Сан-Луисе был назван в честь Фунеса. У колумбийской команды «Мильонариос», за который Хуан Хильберто Фунес выступал в период с 1984 по 1986 год, имеется группа поклонников, названная «Барра дель Буффало» в честь аргентинского игрока.